# Carl Johan Stiernstedt
Carl Johan Stiernstedt, född 29 september 1686 i Viborg, Finland, död 20 november 1753 i Stockholm, var en svensk riksdagsledamot, officer, landshövding och riksråd.

## Biografi
Carl Johan Stiernstedt var son till landshövdingen Johan Stiernstedt och dennes hustru Johanna Margareta Gripenberg. Carl Johan Stiernstedt deltog i försvaret av Narva 1700 och 1704 och i Slaget vid Fraustadt 1706. I samband med Slaget vid Poltava 1709 hamnade han i rysk fångenskap och släpptes fri först 1722. Sitt hat mot Ryssland föranledde honom att ansluta sig till Hattpartiet som stödde ett nytt krig mot Ryssland. Mellan åren 1741 och 1746 var han landshövding i Kymmenegårds och Nyslotts län i Finland. År 1746 utsågs han till riksråd och verkade huvudsakligen som expert i militära frågor. Han slutade som landshövding i Finland och flyttade till Stockholm där han och familjen bosatte sig på Kungsholmen.
År 1748 blev Carl Johan Stiernstedt serafimerriddare och hörde till den första grupp av serafimerriddare som vid ordens instiftande 1748 dubbades av kung Fredrik I. År 1749 förvärvade Stiernstedt säteriet Fullersta gård i dagens Huddinge kommun. Den Stierstedtska familjen innehade egendomen fram till 1848. Carl Johan Stiernstedt avled 1753 i sitt hus på Kungsholmen och begravdes i Riddarholmskyrkan.
Hans valspråk lydde Non timidus pro patria mori (latin för Inte rädd [att] för fosterlandet dö).